# Serge Bourdoncle
Serge Bourdoncle, né le 24 janvier 1936 à Milhars (Tarn) et mort le 9 octobre 2020, à Trétudans (Territoire de Belfort), est un footballeur professionnel français.

## Biographie
Il est le vainqueur du Concours du jeune footballeur 1952. Devenu joueur professionnel, ce milieu offensif est recruté par le FC Sochaux, où il évolue de 1953 à 1960 puis de 1962 à 1965, pour lequel il dispute 225 matchs et marque 51 buts. Il participe notamment à la finale de la Coupe de France de football 1958-1959 et remporte la Coupe Charles Drago en 1963 et 1964.
Il évolue également au Nîmes Olympique de 1960 à 1962 (d'où il est prêté aux Girondins de Bordeaux de janvier à mai 1961) puis au Besançon RC de 1965 à 1967 et au FC Metz de 1967 à 1969.En 1969 il devient entraineur de  l' A.S. Algrange. 
Au cours de sa carrière, il dispute 176 matchs et marque 30 buts en première division.